# Palais Rihour

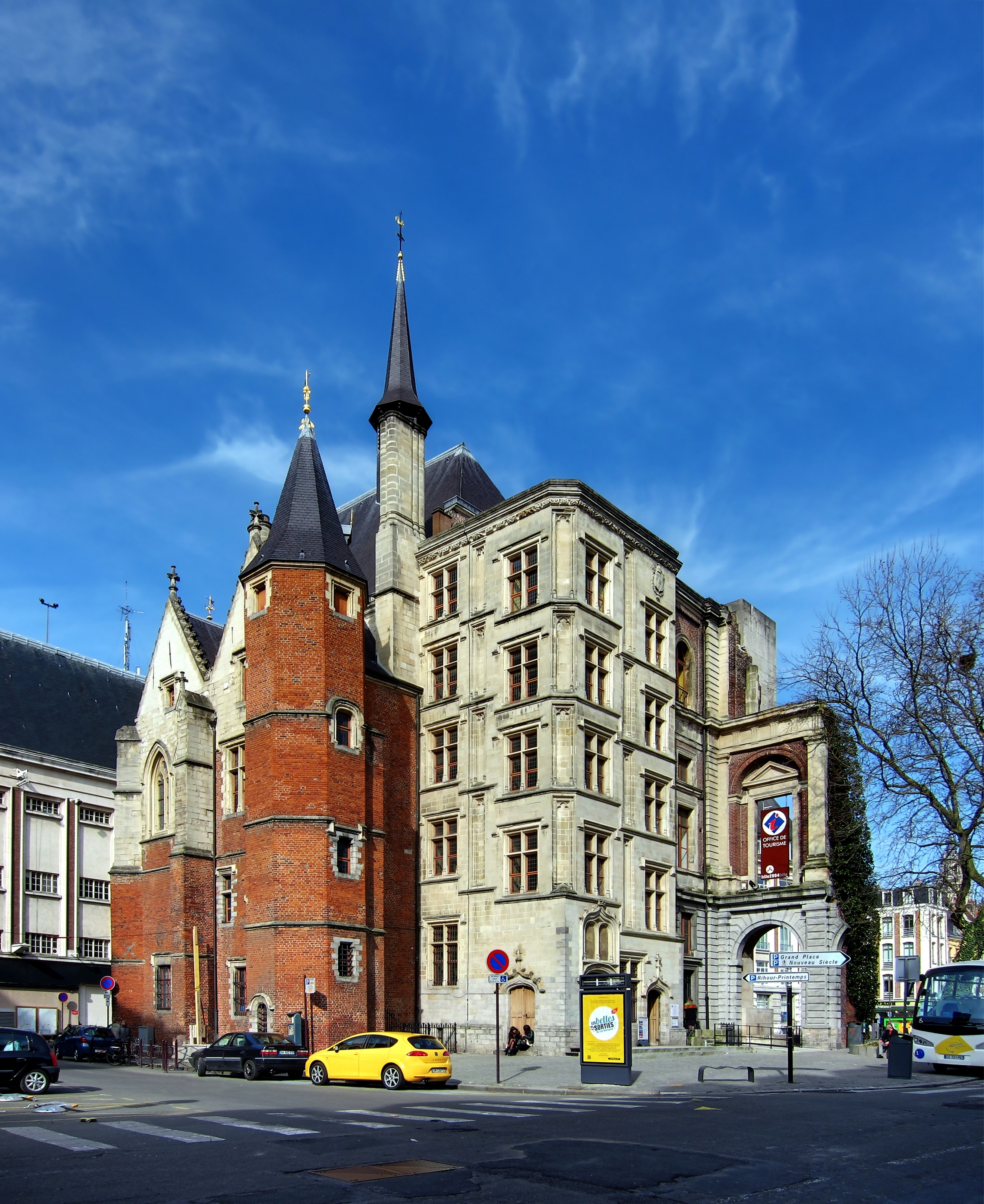
Het Palais Rihour aan de kant van het traptorentje en het trappenhuis

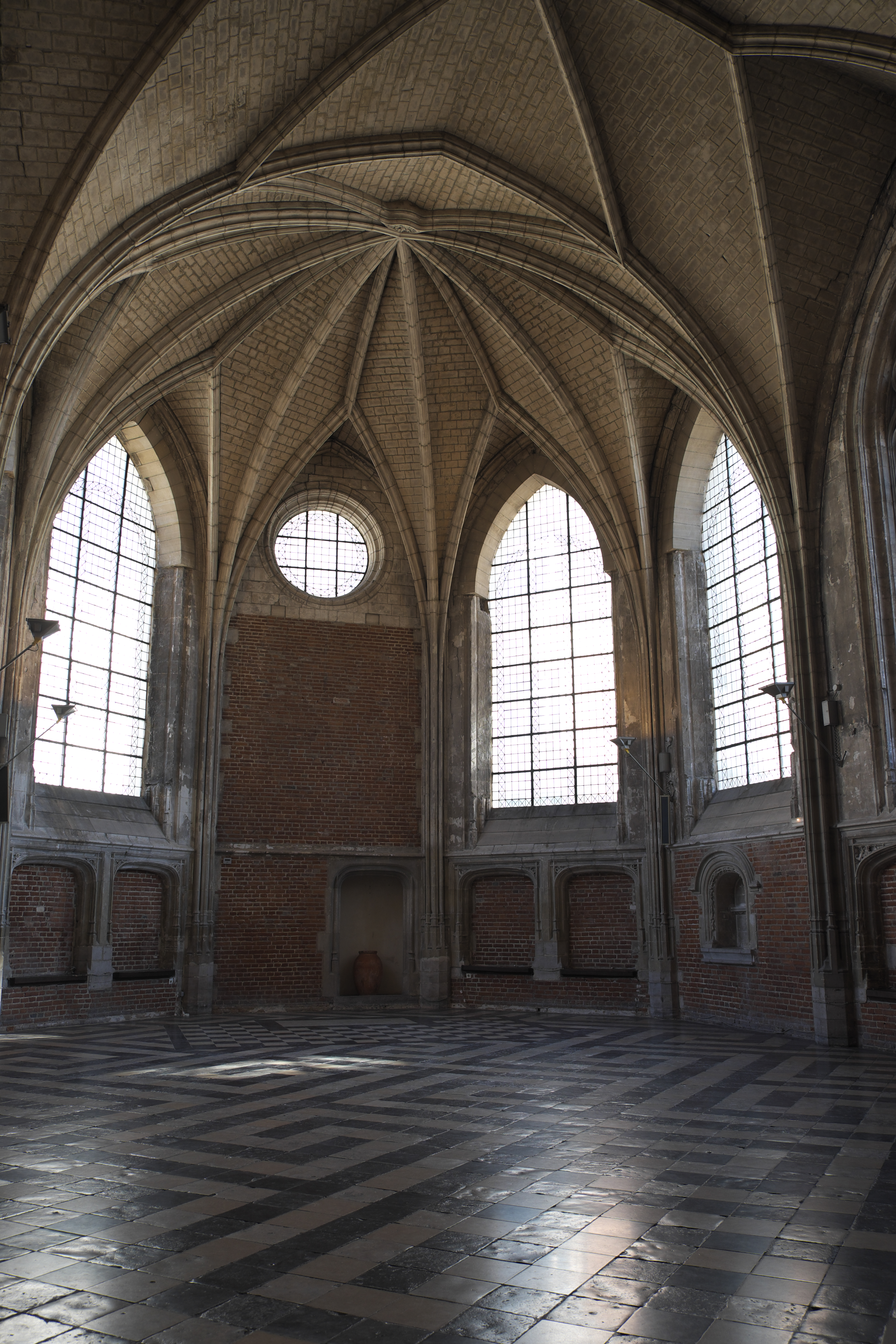
Bovenkapel of Salle du Conclave

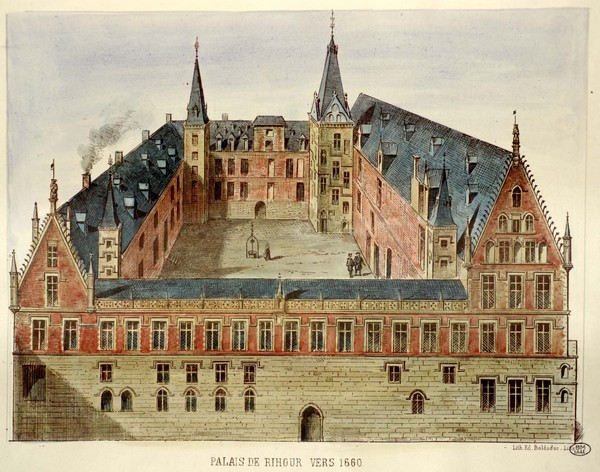
19e-eeuwse reconstructietekening van het Palais Rihour rond 1660, naar een gravure van Jacobus Harrewijn

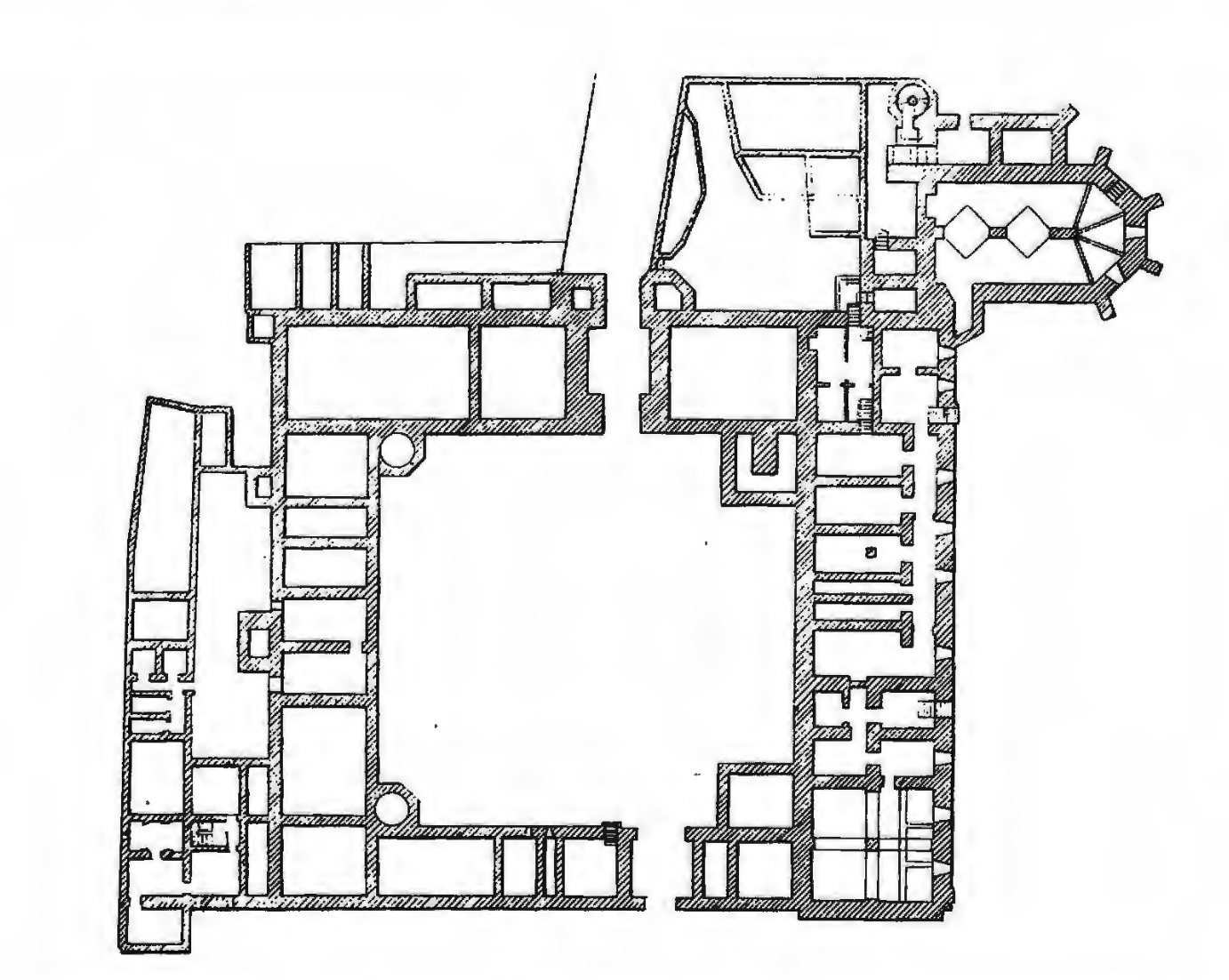
Grondplan met rechtsboven het kapelcomplex

Het Palais Rihour op de Place Rihour in de Noord-Franse stad Rijsel is een partieel bewaarde, 15e-eeuwse residentie van de Bourgondische hertogen. Van 1664 tot 1916 deed het gebouw dienst als stadhuis. Grote delen van het paleis werden verwoest door verschillende branden. Vandaag huist de toeristische dienst in het gebouw, dat ook voor het overige bezocht kan worden (met uitzondering van het traptorentje). Sinds 1875 is het Palais Rihour beschermd als historisch monument.

## Geschiedenis
Nadat het Hôtel de la Salle, het oude kasteel van de graven van Vlaanderen, in 1451 getroffen was door een grote brand, liet hertog Filips de Goede vanaf 1453 een nieuwe residentie oprichten. Hij had daarover al in 1450 onderhandelingen geopend met het stadsbestuur, dat de werken voor een groot deel bekostigde. De architect Evrard de Mazières ging aan de slag op een drassig eiland in de Deule, nabij het Marktplein, waar voorheen de manoir van Rihoult lag. Die naam bleef bewaard voor het nieuwe paleis. Het gebouw telde vier vleugels rond een rechthoekige binnenkoer. De funderingen waren gereed in 1462 en het volgende jaar kon de hertog er een eerste keer zijn intrek nemen. In 1473 was het paleis afgewerkt, al waren er nog werken tot de jaren 1480.
Omstreeks 1501 waren reparaties nodig vanwege de middelmatige kwaliteit van de gebruikte witte kalkzandsteen. Filips de Goede had die steen nochtans geëist en was over de bezwaren van de Rekenkamer van Vlaanderen heengestapt. In 1515 werd het Hôtel de la Salle verkocht en kwamen de gouverneur en het soeverein baljuwschap Rijsel-Douai-Orchies naar een vleugel van het Palais Rihour, dat voortaan ook soms met de naam Salle werd aangeduid. In 1525 werd een omheining geplaatst om een voorplein te creëren zoals het Brusselse Baliënplein. Een halve eeuw later was ze weer verdwenen.
In de 16e en 17e eeuw werd het Palais Rihour min of meer aan zijn lot overgelaten, tot het stadsbestuur in 1664 de middeleeuwse schepenhal verkocht en het voormalige paleis als stadhuis in gebruik nam. Het betaalde hiervoor 90.000 pond aan de Spaanse koning Filips IV. Enkel de vleugel van de gouverneur en het baljuwschap werd uitgezonderd. De bovenkapel werd gedecoreerd met vijf monumentale gerechtigheidstaferelen van Arnould de Vuez. Studies voor deze verdwenen schilderijen worden bewaard in het Musée de l'Hospice Comtesse. Jaarlijks kwamen de Staten van Waals-Vlaanderen bijeen in deze Salle du Conclave.
Tijdens een nachtelijk bal in 1700 brak brand uit in de noordvleugel van dat nieuwe stadhuis, waarop men de kapel ervan ombouwde tot zittingzaal. In 1756 veroorzaakte een nieuwe brand grote schade, vooral in de westelijke vleugel, die herbouwd werd in Lodewijk XVI-stijl. Een belfort werd aangebouwd in 1826, maar twintig jaar later weer afgebroken. Daarop kreeg de architect Charles-César Benvignat opdracht om het Palais Rihour te verbouwen tot een modern stadhuis. Met uitzondering van de kapel, het trappenhuis en de traptoren, liet hij alle oude gebouwen slopen. De werken gingen van start in 1857. Een accidentele brand in 1916 vernielde ook dit nieuwe stadhuis. Een deel van de bibliotheek en de archieven ging in vlammen op, en de beschadigde gebouwen van Benvignat werden met de grond gelijk gemaakt. De stadsdiensten kregen elders een tijdelijk onderkomen en verhuisden uiteindelijk naar de Place Roger-Salengro, waar in 1924-1932 een nieuwbouw met belfort verrees. De restanten van het Palais Rihour bleven overeind en werden niet meer in een nieuw geheel geïntegreerd. In 2004 werd nog de dakruiter van de kapel gereconstrueerd.

## Architectuur
De stijl van het Palais Rihour is grotendeels laatgotisch, met ook invloeden uit de renaissance. De overheersende materialen zijn witte kalkzandsteen en rode baksteen, afgewisseld met motieven in blauwe baksteen. De gotische bovenkapel, traditioneel genaamd Salle du Conclave (Zaal van het Conclaaf), bevindt zich boven de Salle des Gardes (Zaal van de Wachters), waarvan de functie onduidelijk is. Deze ruimte, waarin drie achthoekige granieten pilaren een kruisribgewelf ondersteunen, is ingenomen door de toeristische dienst. De bovenkapel, het eigenlijke gebedshuis van de hertogen, is achttien meter lang en tien meter breed. Haar eenbeukige schip is langs de lengteas verdeeld in twee traveeën en eindigt in een vijfzijdig koor. Tegen de binnenmuren zijn veertien mandbogen uitgesneden, versierd met banderollen en hertogelijke emblemen (heraldische geweren, een omheining en de dubbele "E" van Elisabeth van Portugal).
In de sacristie tegen de kapel worden glas-in-loodramen uit de 15e en 16e eeuw getoond. Sommige, zoals het raam met de Boom van Jesse, zijn afkomstig uit de Sint-Pieterskerk van La Couture.
Het grote trappenhuis (Escalier d'honneur) dateert uit dezelfde periode als de rest van het paleis, maar vertoont renaissance-invloeden. Binnen het rechthoekige, vijf verdiepingen hoge gebouw leiden rechte trappen naar boven. Aan de binnenzijde van de grote ramen op elke verdieping bevinden zich nissen met stenen banken. Het plafond is een kruisribgewelf versierd met gebeeldhouwde consoles.
Aan de westkant van het Palais Rihour springt een bakstenen traptorentje uit (Tour de la garde des joyaux, omdat het in verbinding stond met de juwelenkamer). Het bevat een wenteltrap met bakstenen gewelven, wellicht ontworpen door de bouwmeesters Armand Mibon en Jean Pinchon, die zo knap waren dat men ging spreken over de voûte à la Rihour. Onder de Place Rihour zijn ten slotte spitsbogen bewaard van de oude paleiskelders. Het plein heeft feitelijk de plaats ingenomen van het verdwenen paleis.

## Voetnoten
1. ↑  De hertog verwierf op 21 maart 1453 voor 3000 ridders van 50 groten het Hôtel de Santes en op 18 augustus 1453 het aanpalende huis van Louis Domessent en Catherine de Baenst voor 1200 gouden écu's.